# Tillandsia truncata
Tillandsia truncata är en gräsväxtart som beskrevs av Lyman Bradford Smith. Tillandsia truncata ingår i släktet Tillandsia och familjen Bromeliaceae.

## Underarter
Arten delas in i följande underarter:
- T. t. major
- T. t. truncata